# 니키 에이콕스
니키 에이콕스(Nicki Aycox, 1975년 5월 26일 ~ 2022년 11월 16일)는 미국의 배우이다.

## 출연 작품
- 데드 온 캠퍼스 (2014)
- 더 걸 온 더 트레인 (2013)
- 더 임플로이어 (2013)
- 비욘드 더 블랙보드 (2011)
- 톰 쿨 (2009)
- 애니멀즈 (2008)
- 캔디 케인 2 - 데드 어헤드 (2008)
- 엑스 파일: 나는 믿고 싶다 (2008)
- 퍼펙트 스트레인저 (2007)
- 크리미널 마인드 2 (2006)
- 오버 데어 (2005)
- 수퍼내추럴 시즌1 (2005)
- 데드 버드 (2004)
- 콜드 케이스 시즌1 (2003)
- 지퍼스 크리퍼스 2 (2003)
- 슬랩 허, 쉬즈 프렌치 (2002)
- CSI 라스베가스 시즌2 (2001)
- 에드 (2000)
- 살인을 꿈꾸는 아이들 (2000)
- 디파잉 그래버티 (1997)